# 茲拉托皮爾 (扎波羅熱州)
47°24′37″N 35°1′28″E / 47.41028°N 35.02444°E
茲拉托皮爾（烏克蘭語：Златопіль）是位於烏克蘭東南部的村莊，由扎波羅熱州瓦西里夫卡區的第聶伯羅魯德內市鎮負責管轄。該村始建於1784年，面積13.1平方公里，海拔高度42米，2001年人口354，人口密度每平方公里27人。